# ساليف كيتا
ساليف كيتا (بالفرنسية: Salif Keïta) (12 ديسمبر 1946 بباماكو مالي - 2 سبتمبر 2023) هو لاعب كرة قدم مالي، فاز بأول نسخة من جائزة أفضل لاعب أفريقي خلال العام سنة 1970. في عام 1994، شارك في فيلم الكرة الذهبية للمخرج الشيخ دوكوري والمستوحى جزئيا من حياته.

## روابط خارجية
- ساليف كيتا على موقع الاتحاد الدولي (مؤرشف)  (الإنجليزية)
- ساليف كيتا على موقع قاعدة بيانات كرة القدم.إي يو (الإنجليزية)
- ساليف كيتا على موقع ناشيونال فوتبول تيمز (الإنجليزية)
- ساليف كيتا على موقع عالم كرة القدم.نت (الإنجليزية)